# Odstęp PQ

Odstęp PQ na schemacie zapisu EKG pojedynczego cyklu pracy serca

Odstęp PQ – w terminologii medycznej określenie fragmentu zapisu elektrokardiograficznego od początku załamka P do początku zespołu QRS. Czas jego trwania i morfologia zapisu odpowiada fali pobudzenia przechodzącej przez mięśniówkę przedsionków, węzeł przedsionkowo-komorowy, pęczek Hisa z jego odnogami i włókna Purkiniego. Odstęp kończy się z chwilą rozpoczęcia depolaryzacji mięśniówki komór (a dokładniej mięśniówki przegrody międzykomorowej), co w zapisie EKG odpowiada załamkowi Q wchodzącemu w skład zespołu QRS.
W prawidłowych warunkach czas jego trwania wynosi od 0,12 s do 0,20 s (u dorosłych osób z prawidłową częstotliwością rytmu serca). Jest on zależny od wieku badanej osoby i częstotliwości rytmu serca. U osób młodych i z szybką akcją serca czas trwania odstępu PQ ulega zmniejszeniu.
Czas trwania odstępu PQ mierzy się określając odległość pomiędzy początkiem najwcześniejszego załamka P a początkiem najwcześniejszego zespołu QRS. Niekiedy odczyt może być zafałszowany (tzw. pozorne skrócenie odstępu PQ) z powodu małego potencjału pobudzenia przedsionkowego, co w efekcie skutkuje brakiem wychylenia linii izoelektrycznej w postaci załamka P.
Odstęp PQ, czyli czas przechodzenia pobudzenia od przedsionków do komór, jest zazwyczaj krótszy od odstępu QP (czas wstecznego przewodzenia od komór do przedsionków), który zazwyczaj nie przekracza 0,28 s.

## Skrócenie odstępu PQ
- wariant normy
- zespół preekscytacji
  - zespół Wolffa-Parkinsona-White’a
  - zespół Lowna-Ganonga-Levine’a
- rytm z łącza przedsionkowo-komorowego
- komorowe pobudzenia zsumowane
- rozkojarzenia przedsionkowo-komorowe
- choroby spichrzeniowe: choroba Pompego i choroba Fabry'ego[2]

Czas 0,12–0,20 s jest fizjologicznym czasem przechodzenia fali pobudzenia od mięśniówki przedsionków do mięśniówki komór. Skrócenie tego czasu, co w zapisie EKG objawia się skróceniem odstępu PQ, może być związane z obecnością ośrodka pobudzenia znajdującego się w niższych partiach układu bodźcotwórczo-przewodzącego serca (w łączu przedsionkowo-komorowym) - powstająca fala depolaryzacji biegnie jednocześnie ku górze do przedsionków, jak i ku dołowi do komór. Czas przewodzenia takiego pobudzenia jest odpowiednio krótszy.

Inną przyczyną skrócenia odstępu PQ jest obecność dodatkowej drogi, o zazwyczaj szybszym czasie przewodzenia, jak to ma miejsce w zespole Wolffa-Parkinsona-White’a czy zespole Lowna-Ganonga-Levine’a.

## Wydłużenie odstępu PQ
Wydłużenie odstępu PQ jest wyrazem zwolnienia przewodnictwa w węźle przedsionkowo-komorowym, co w zapisie EKG daje obraz bloku przedsionkowo-komorowego I stopnia. Charakteryzuje się on wydłużeniem odstępu PQ powyżej 0,20 s. we wszystkich cyklach serca (po każdym załamku P musi występować zespół QRS). Blok przedsionkowo-komorowy I stopnia może być spowodowany następującymi schorzeniami:
- choroba niedokrwienna serca,
- hiperkaliemia,
- ostre reumatyczne zapalenie mięśnia sercowego,
- borelioza,
- leki,
  - adenozyna,
  - amiodaron,
  - digoksyna,
  - chinidyna,
  - leki beta-adrenolityczne,
  - antagonisty kanału wapniowego,
- zwiększone napięcie układu przywspółczulnego,
- dysfunkcje układu bodźcotwórczo-przewodzącego serca,
  - choroba Leva (zespół Lenegre'a-Leva).

## Zmienny odstęp PQ
- blok przedsionkowo-komorowy II stopnia typu Mobitz I – odstęp PQ stopniowo wydłuża się przy każdym skurczu, aż do momentu w którym załamkowi P nie będzie towarzyszył następczy zespół QRS
- blok przedsionkowo-komorowy III stopnia
- interferencyjne rozkojarzenie przedsionkowo-komorowe
- zmienny tor przewodzenia w węźle przedsionkowo-komorowym